# Microcambeva
Microcambeva is een geslacht van straalvinnige vissen uit de familie van de parasitaire meervallen (Trichomycteridae).

## Soorten
- Microcambeva barbata Costa & Bockmann, 1994
- Microcambeva draco Mattos & Lima, 2010
- Microcambeva ribeirae Costa, Lima & Bizerril, 2004